# Açoreira
Açoreira é uma povoação portuguesa sede da Freguesia de Açoreira do Município de Torre de Moncorvo, freguesia com 23,97 km² de área e 340 habitantes (censo de 2021), tendo, por isso, uma densidade populacional de 14,2 hab./km²
Açoreira dista cerca de oito quilómetros de Torre de Moncorvo, situando-se numa elevação semiplanáltica do Reboredo. De solo muito acidentado, onde predomina o xisto, as encostas e terrenos precipitam-se em direcção a vários cursos de água como a ribeira da Gricha, a ribeira da Fonte das Pingas, a ribeira de Casa Sós e a ribeira de Cano Velho, todas elas afluentes de uma maior de seu nome “Ribeira”.
Tem como freguesias limítrofes Felgueiras, Maçores, Urros, Peredo dos Castelhanos, Moncorvo, Foz Côa e inclui uma anexa denominada Sequeiros que fica a uma distância de três quilómetros.

## História
São vários os estudos e as explicações dadas para a origem do nome de Açoreira, por exemplo, em vários documentos, desde o século VIII até ao século XII, o nome da freguesia aparece escrito de duas formas, “Assoreira ou Assureira”, que, na altura significava “matas”, “devesas”ou “moutas”. Outras fontes defendem que a palavra Açoreira deriva de Assoeira que significava imagem pintada ou esculpida ou ainda terra que produzia “nespas”. Alguns autores, com algum fundamento, recorrem ao “Portugalie Moimenta Histórica”, lembrando que, nas Ordenações de D.Duarte, Açoreiros era o nome dado aos homens encarregados dos Açores para caçar. Na opinião do povo, este nome deve-se ao facto de existir, noutros tempos, uma Quinteira que vendia soro. Nessa altura, as pessoas das aldeias vizinhas vinham comprar soro à aldeia e com o passar do tempo, a frase “Vamos à Xoreira” repetiu-se continuamente, pelo que talvez tenha sido esta incorrecção linguística a dar o nome à aldeia.
Segundo fontes históricas, devia existir, onde se situa hoje o povoado desde tempos muito remotos e como prova disso existem vestígios de fortificações castrejas e restos de povoações como a Volta de Castra, que nos reportam para épocas celtas ou até mesmo anterior, uma vez que apareceram na zona machados de pedra e uma lucerna de bronze.
Segundo José Leite de Vasconcelos, em “Religiões da Lusitânia”, na povoação, concelho de Moncorvo “apareceu uma berroazinha, como o povo lhe chama, de granito e já muito esmurrada. É muito pequena, com trinta e dois centímetros de comprimento e de circunferência abdominal de quarenta e quatro centímetros, encontrando-se actualmente no Museu Etnológico Português, facto que vem fundamentar uma das teses sobre o topónimo Açoreira”.
Mais tarde Açoreira viveu sob a dominação germânica e posteriormente sentiu a presença árabe, daí serem numerosas as lendas bem como os versos alusivos às Mouras Encantadas.

### Século XVIII
Açoreira era, em 1747, uma aldeia portuguesa do termo e Arciprestado da vila de Mirandela, Comarca da vila da Torre de Moncorvo, Bispado de Miranda do Douro, Província de Trás-os-Montes.
A igreja paroquial estava fora do lugar, sendo o seu orago São João Evangelista. Tinha uma só nave, e quatro altares, a saber: O altar-mor em que estava o Santíssimo, o de Nossa Senhora da Piedade, o de Nossa Senhora do Rosário, e o das almas, com sua Irmandade. O pároco era vigário, apresentado pelo reitor da vila da Torre de Moncorvo. Tinha de renda catorze mil reis em dinheiro, vinte e dois alqueires de trigo, e dois almudes de vinho.
Tinha quatro ermidas no seu distrito, que eram Nossa Senhora dos Prazeres, Santa Marinha, do Espírito Santo e Nossa Senhora da Graça. Os frutos da terra eram trigo, cevada, centeio e azeite, e muitas frutas como eram figos, amêndoas, ameixas, pêssegos, limões e laranjas, as quais todas eram muito agradáveis ao gosto, e de belo sabor.

## Demografia
A população registada nos censos foi:
| Distribuição da População por Grupos Etários | Distribuição da População por Grupos Etários | Distribuição da População por Grupos Etários | Distribuição da População por Grupos Etários | Distribuição da População por Grupos Etários |
| -------------------------------------------- | -------------------------------------------- | -------------------------------------------- | -------------------------------------------- | -------------------------------------------- |
| Ano                                          | 0-14 Anos                                    | 15-24 Anos                                   | 25-64 Anos                                   | > 65 Anos                                    |
| 2001                                         | 65                                           | 76                                           | 269                                          | 116                                          |
| 2011                                         | 33                                           | 57                                           | 302                                          | 132                                          |
| 2021                                         | 16                                           | 9                                            | 167                                          | 148                                          |

## Património
- Ermida de Nossa Senhora da Teixeira